# Armando Torres
Armando Torres Ortiz, detto Armandito (Ponce, 10 ottobre 1941), è un ex cestista e allenatore di pallacanestro portoricano.

## Carriera
Con Porto Rico ha disputato i Campionati mondiali del 1963 e due edizioni dei Giochi panamericani (1963, 1967).
Nel 1987, subentrò a Gene Bartow alla guida di Porto Rico durante i Giochi panamericani di Indianapolis.